# Hojm-e Pa'in
Hojm-e Pa'in é uma cidade na província de Badaquexão, situada no nordeste do Afeganistão.